# Wannabe's
Wannabe's is een Vlaamse sitcom rond het populaire personage Olly Wannabe. Na het succes van kortere formats zoals Olly Wannabe, Olly Wannabe's Comedy Club en In bed met Olly raakte in september 2020 bekend dat er een fictiereeks in de maak was. Deze is sinds 9 januari 2021 te bekijken op alle kanalen van Ketnet en op VRT MAX. Naast de vaste cast spelen ook bekende gastacteurs mee zoals Karlijn Sileghem, Ella Leyers, Jaak Van Assche, Nicolas Caeyers en Oscar Willems.  

## Verhaal
In Wannabe's streeft Olly nog steeds zijn levensdoel na: een grote ster worden. Hij gaat aan de slag bij Video King en vervoegt een team van wannabe videosterren met één grote droom: de volgende online hit scoren. De meest beloftevolle van het team is Shoana (Anaïs Jansen). Zij haalt met haar vlogkanaal ‘So Shoana’ de meeste likes en hartjes, maar in de nek-aan-nekrace met het concurrerende videokanaal ‘Totally Tina’ moet ze meer dan eens de duimen leggen. Daarnaast is er Said (Nidal Van Rijn). Online is hij de bijdehandse, coole host van het gamekanaal ‘Said Style’, maar offline is hij een neurotische nerd. De tegenpool van Said is de stoere Trix (Myrthe Huber). Zij is de cameravrouw bij Video King, maar ze staat ook vóór de camera haar mannetje in haar doe-het-zelftutorials ‘Fix met Trix’. Het grote succes van Video King blijft echter uit, want de baas, Mike (Tom Ternest), begrijpt niets van online video en hij stuurt zijn team in alle richtingen, behalve de juiste. En dan is er nog Olly, de schattigste saboteur van ieders ambitie. Als alles mis gaat, is Olly de druppel. Hoewel de wannabe’s dus nooit écht krijgen wat ze willen, heeft hun gezamenlijke jacht op online roem wel een heerlijk neveneffect: echte vriendschap. 

## Rolverdeling
- Lisette: Karlijn Sileghem
- Mike: Tom Ternest
- Olly Wannabe: Jakob Verstichel, Jan Baerts en stem van Geerard Van de Walle
- Said: Nidal Van Rijn
- Shoana: Anaïs Jansen
- Trix: Myrthe Huber

## Afleveringen

### Seizoen 1
| Aflevering | Titel                   | Samenvatting                                                       |
| ---------- | ----------------------- | ------------------------------------------------------------------ |
| 1          | Olly de poes            | Olly wordt aangenomen bij Video King.                              |
| 2          | Super Sticky Slijm      | Mike wil een tutorial maken over daten.                            |
| 3          | Olly in de lift         | Olly komt vast te zitten in de kapotte liftdeuren.                 |
| 4          | Lady Lizzy              | Mike ziet in Lisette een nieuw popidool: Lady Lizzy!               |
| 5          | Spiegeltje, spiegeltje  | Een aantal nieuwe spullen moeten in video's getoond worden         |
| 6          | Prank-je-baas-challenge | Mike ontdekt de nieuwe prank-je-baas-challenge.                    |
| 7          | Hiphop Said Style       | Said wil verbergen dat hij aan volksdans doet.                     |
| 8          | Daisy Fit               | Daisy maakt instructiefilmpjes voor haar fitnesskanaal.            |
| 9          | Perforator Vermist      | Olly opent een onderzoek naar een verdwenen perforator.            |
| 10         | Dating App              | Said wil een dating app lanceren.                                  |
| 11         | Becky van Snacky        | Olly wil graag de nieuwe mascotte van frituurmerk Snacky worden.   |
| 12         | Magic Max               | Trix heeft een jongen leren kennen. Eén probleempje: hij goochelt. |
| 13         | Tomollyland             | Video King geeft een feest in zeemeerminnenthema.                  |

### Seizoen 2
| Aflevering | Titel                  | Samenvatting |
| ---------- | ---------------------- | --- |
| 1          | Musicalitis            | Olly kan niet meer stoppen met zingen en dansen. (Deze aflevering is niet meer te bekijken op VRT MAX, vermoedelijk omdat Nicolas Caeyers deel uitmaakt van de cast.) |
| 2          | De poetsrobot          | Poetsvrouw Lisette zit in het gips en ze wordt vervangen door een robot.                                                                                              |
| 3          | Boksbal Benny          | Shoana is te opgefokt om te boksen. |
| 4          | 3ME                    | Shoana houdt audities voor een nieuwe muziekgroep. |
| 5          | Is't nog ver?          | Said kan wereldkampioen worden in een online racegame. |
| 6          | Shoana is jarig        | Shoana wordt achttien en dat is een ... drama! |
| 7          | Radio Video King       | De Wannabe's hebben geen internet en gaan radio maken. |
| 8          | Breedsmoel Said        | Mike heeft een nieuwe opdracht te pakken: filmpjes maken over tanden poetsen.                                                                                         |
| 9          | Shoana's hartjeswafels | Olly is jaloers op Shoana's online wafelverkoop. |
| 10         | Typisch Trixie         | Trix' mama duikt onverwachts op bij Video King. |
| 11         | Olly Super Live        | Olly is 24 uur live en staat zichzelf de hele tijd te filmen. |
| 12         | Sneeuwtrixje           | Shoana neemt een vlog met sprookjesvertellingen op. |
| 13         | Vaarwel Shoana         | Shoana mag een reclamespotje filmen op de Noordpool |

### Seizoen 3
| Aflevering | Titel                     | Samenvatting                                                                                            |
| ---------- | ------------------------- | --- |
| 1          | De jas van Adventure John | Olly heeft na een feestje de verkeerde jas meegenomen: die van de bekende tv-avonturier Adventure John. |
| 2          | Knettergek                | Olly wil het wereldrecord 'knettersnoep eten' verbreken.                                                |
| 3          | Shoana's Fandag           | Shoana wil een overgetelijke fandag organiseren.                                                        |
| 4          | Wie fikst Trix            | Shoana wil dat Trix stopt met altijd alle problemen te fiksen.                                          |
| 5          | De baard van Papyrus      | Olly loopt in de weg.                                                                                   |
| 6          | Tony Ravioli              | Mike wordt gevraagd om mee te spelen in een reclamespot.                                                |
| 7          | FlutMike                  | Mike denkt dat hij een geweldig goede blokfluitspeler is.                                               |
| 8          | Twee tickets              | Olly wint tickets voor een concert en mag iemand meenemen.                                              |
| 9          | Saids Date                | Voor een nieuwe vlog speelt Shoana 'waarheid, durven of doen'.                                          |
| 10         | De Fashion Queen          | Mike en Shoana proberen indruk te maken op een bekende modeontwerptster.                                |
| 11         | Red de Rode Poema         | Olly laat zijn oog vallen op een veel te dure rode scooter.                                             |
| 12         | Mikes Kinderdroom         | Lisette voorspelt met tarotkaarten dat Mike zijn kinderdroom moet waarmaken.                            |